# Odontonema album
Odontonema album är en akantusväxtart som beskrevs av V.M. Baum. Odontonema album ingår i släktet Odontonema och familjen akantusväxter. Inga underarter finns listade i Catalogue of Life.